# Lukáš Rakowski
Lukáš Rakowski (* 8. září 1982, Třinec) je český krasobruslař, který se na přelomu milénia stal trojnásobným českým mistrem a reprezentoval na vrcholných akcích.

## Sportovní kariéra
S krasobruslením začínal v Třinci pod vedením Stanislava Sciskaly. V roce 1997 se stal juniorským mistrem republiky, titul o rok později obhájil a startoval na mistrovství světa juniorů, kde skončil desátý. Dostal se také do finále juniorské Grand Prix, kde mezi elitní osmičkou závodníků obsadil sedmé místo. V roce 1998 přestoupil do Ostravy, trénoval jej Stanislav Žídek a později Ivana Tokošová. 
V letech 1999 až 2001 se stal třikrát mistrem České republiky a pokaždé startoval na mistrovství Evropy. Tam obsadil postupně 23., 26. a 31. místo. Poté měla jeho kariéra spíše sestupnou tendenci, na českém šampionátu ještě v letech 2005 a 2006 obsadil bronzové stupně a v roce 2005 na mistrovství Evropy dosáhl svůj nejlepší výsledek – 21. místo. Později se věnoval studiu na Ostravské univerzitě a účastnil se lední revue. Aktivně již nezávodí.